# Apometriocnemus japonicus
Apometriocnemus japonicus är en tvåvingeart som beskrevs av Kobayashi och Suzuki 1999. Apometriocnemus japonicus ingår i släktet Apometriocnemus och familjen fjädermyggor. Inga underarter finns listade i Catalogue of Life.